# 高野村 (福島県北会津郡)
高野村（こうやむら）は、福島県にかつて存在した村。北会津郡に属していた。現在は会津若松市の一部であり、当項目では現在の会津若松市高野町についても述べる。

## 沿革
- 1875年（明治8年）8月12日 - 中前田村、沼木村および鶴沼村が合併し中沼村となったほか、平塚木流村、橋本木流村、西木流村、上沼村および東森台村が合併して木流村、下高野村、上吉田村、下吉田村および中森台村が合併して柳川村、北界沢村と南界沢村が合併して界沢村となった。
- 1889年（明治22年）4月1日 - 町村制が施行され、北会津郡中沼村、木流村、柳川村、界沢村、上高野村、始村、中沢村、石堂村、藤室村および上荒久田村が合併し、栄和村となった。
- 1903年（明治36年）6月6日 - 栄和村が高野村と町北村に分割され、旧中沼村、木流村、柳川村、界沢村および上高野村の区域をもって高野村が成立した。
- 1955年（昭和30年）1月1日 - 当時の若松市に編入され、廃止された。

## 現在

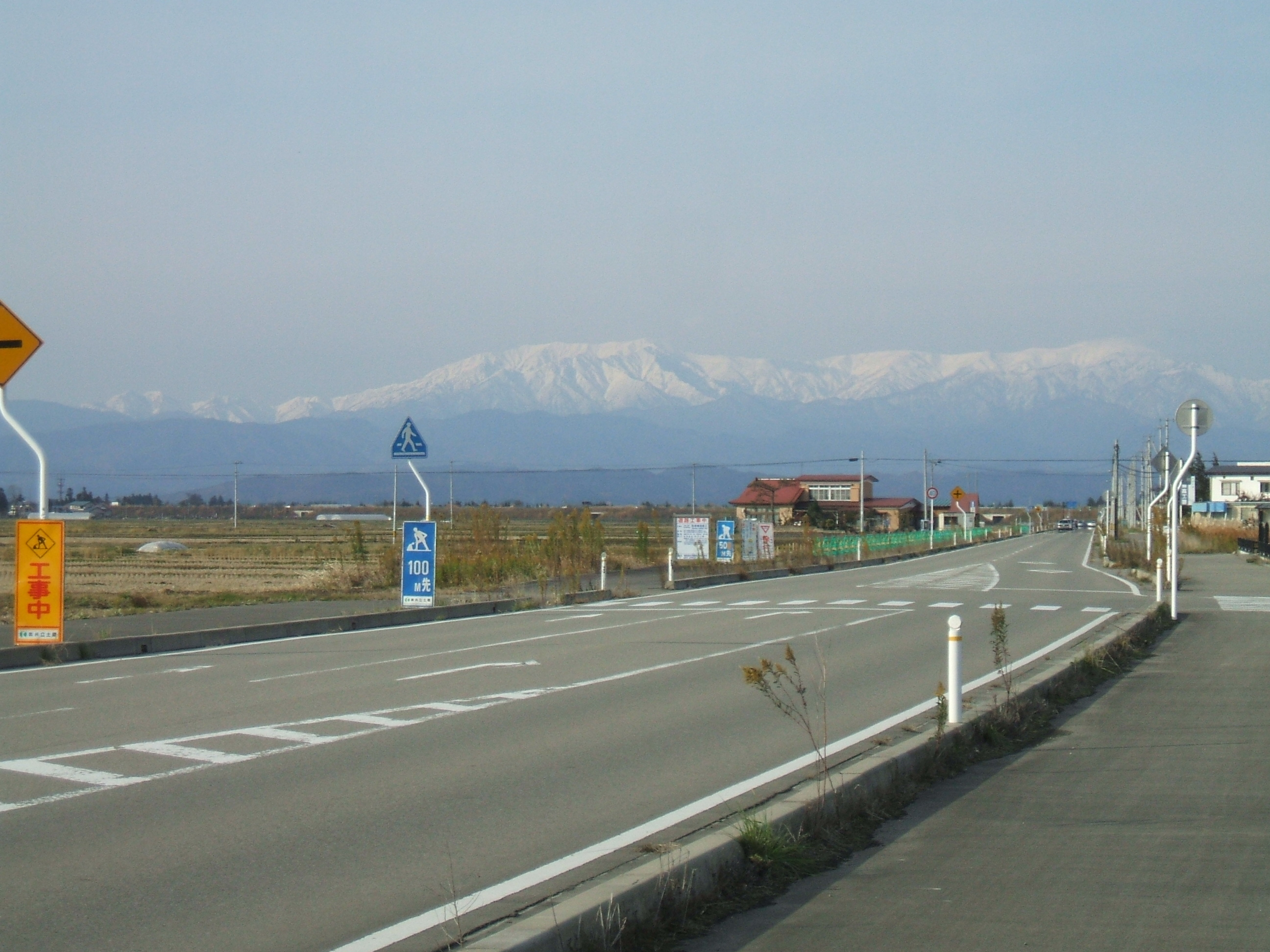
会津若松市高野町上高野付近

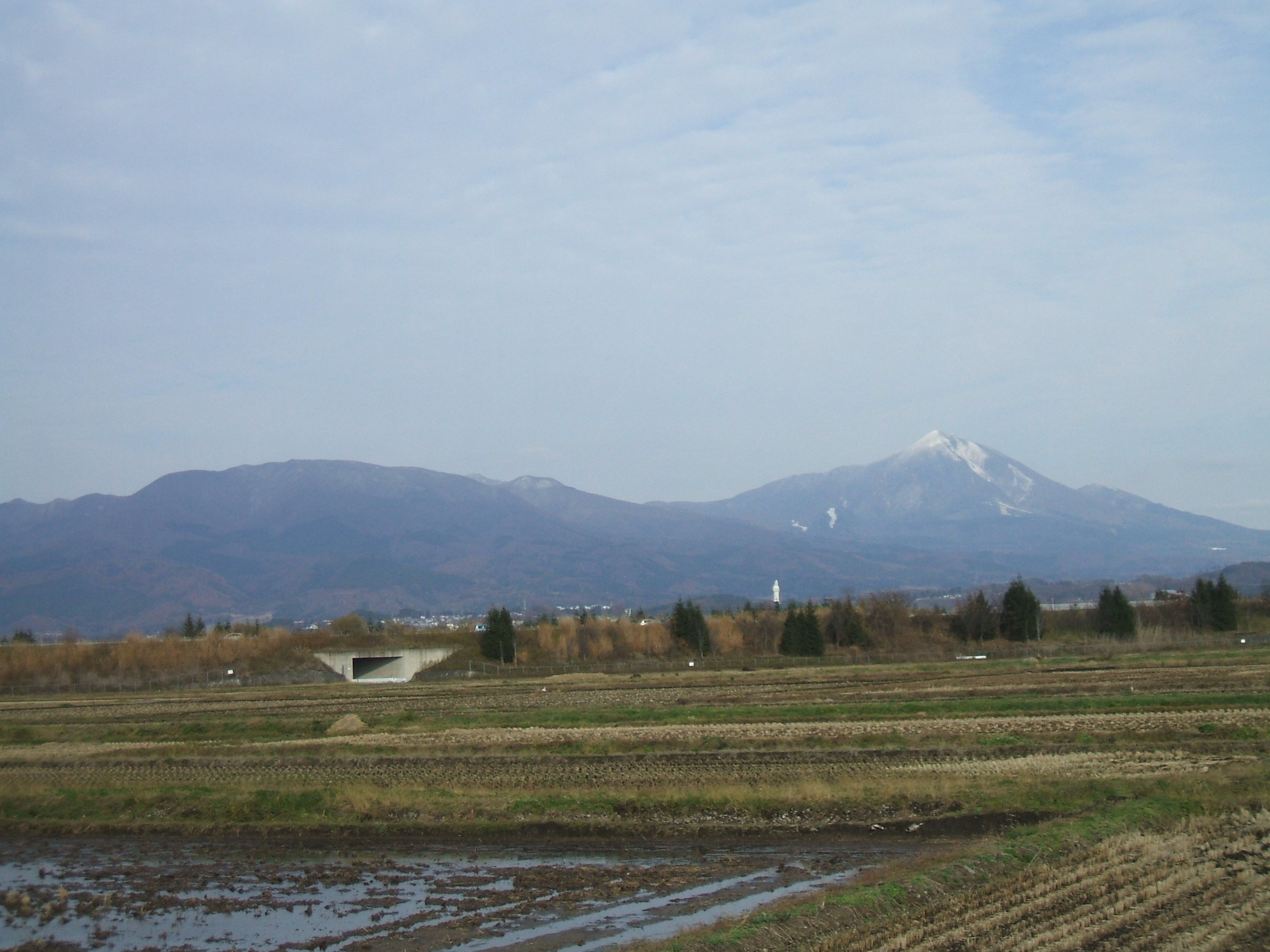
会津若松市高野町上高野付近
水田などが広がる

現在の会津若松市北西部にあたる。集落が点在し、水田などが広がっている。また、東日本旅客鉄道磐越西線も経由しているが、当地区に駅はない。加えて磐越自動車道も経由しており、磐越自動車道会津若松インターチェンジの北側の一部が当地区となっている。

### 自然
- 旧湯川
- 溷川（不動川）

### 史跡・神社・寺院など
- 大天白神社
- 菅原神社
- 子育稲荷神社
- 赤城神社
- 熊野神社
- 西方寺
- 光福寺
- 松明寺
- 観音寺
- 千福寺
- 善福寺
- 清松寺
- 耕真寺

### 交通
- 磐越自動車道
  - 会津若松インターチェンジ
- 国道121号
- 福島県道69号北山会津若松線
- 福島県道326号浜崎高野会津若松線

### 施設
- 会津若松市北市民センター

### 学校
- 会津若松市立永和小学校

## 主要地区
主要地区の現況を述べる。

### 上高野
高野町南部の地区。福島県道326号浜崎高野会津若松線が地区を縦断しているほか、磐越自動車道も当地区を通過している。本地区内には水田、集落などが広がるほか、市立永和小学校、北市民センターなどがある。本地区の周辺には上高野の集落がある。

### 中沼
高野町東部の地区。国道121号が地区を縦断している。また、磐越自動車道も当地区南部を通過しており、会津若松インターチェンジが当地区と町北町との境界付近にある。当地区南東側には中前田地区があり、磐越西線が通過しているほか、河東町との境界には溷川が流れており、本地区には水田などが広がっている。加えて、本地区周辺には、鶴沼、下沼木、中沼木、上沼木、中前田などの集落がある。

### 木流
高野町東部の地区。また、当地区を溷川が流れている。当地区には水田、集落などが広がっている。加えて当地区周辺には、上沼、平塚、橋本木流の地区がある。平塚、橋本木流の地区では国道121号が地区の東部を縦断しているほか、磐越西線が地区の東側を通る。本地区とその周辺には、橋本、平塚屋敷、上沼、平塚、西木流などの集落がある。

### 柳川
高野町北部の地区。地区の南部を磐越自動車道が通過するほか、福島県道326号浜崎高野会津若松線が地区東部を縦貫している。当地区には水田、集落などが広がる。また、周辺には下高野、吉田の地区がある。加えて、本地区とその周辺には、下高野、上吉田、下吉田、森台などの集落がある。森台集落では、前述の県道沿いに家並みが続くが、高野町領域の北端に位置しており、県道沿いでは北側の河沼郡湯川村にも森台の家並みが続く。

### 界沢
高野町北部の地区。地区の東側を福島県道326号浜崎高野会津若松線が通るほか、神指町高久地区と前述の県道を結ぶ会津若松市道なども通る。水田などが広がっており、地区の西側には旧湯川が流れる。また、本地区とその周辺には、界沢、界沢新村などの集落がある。